# شانشيو
شانشيو (بالصومالية: Shaanshiyo)‏ أو شانشي هي عشيرة من عشائر البنادريين، يعيش معظمهم في المدن الساحلية جنوب الصومال وأبرزها مقديشو ومركا وبراوي وكيسمايو وتعيش أعداد منهم في بيدوا ودينسور ووصلو إلى هناك عبر التجارة.

## نظرة عامة
يعود أصل العشيرة إلى الصحابي عبد الرحمن بن عوف، وقد استقرت هذه العشيرة على طول ساحل بنادر ولا سيما في حي حمروين القديم ولا يزال كثيرون منهم يعيشون حتى الآن بشكل أساسي في المنازل المحيطة بمسجد أووتو إيدي. يعود أصل المنتمين لعشيرة "شانشي" في بنادر إلى الجد المشترك أبو بكر قفّال الشاشي (من شاش، إشارة إلى طشقند). ومن هنا، انتقلت العشيرة إلى مناطق أخرى على طول الساحل وإلى المناطق الداخلية من بنادر. في مركا تُعتبر عشيرة شانشي من ضمن الاتحادات المحلية التي تسمى 12 كوفي (القبعات الاثني عشر) إلى جانب عشائر مثل درقبو والأشراف (باعلوي وبن حسن ومهدلي) وجميدلي وحاتم ورير خطيب وشكوريير وجونجي ورير مانيو وشيخال (سكان جندرشي والجزيرة). وفي براوة، يعيشون ضمن إحدى اتحادات العشائر المحلية المسماة بيدو، حيث وجدت عشيرة شانشيو الفرعية عبدي شوقالي نفسها جزءًا من عشيرة رير فقي التي تنحدر أيضًا من حمروين.

## شخصيات بارزة
- الشيخ عبد الرحمن بن عبد الله الشاشي (1829–1904)، عالم وشاعر إصلاحي متصوف صومالي عاش في القرن التاسع عشر. يقام له مهرجان سنوي لإحياء ذكراه في حي كودكا في مديرية حمروين.[6]